# Бурнаково (Ярославська область)
Бурнаково — село в Шашківській сільській адміністрації Назарівського сільського поселення Рибінського району Ярославської області.
Село розташоване на лівому березі річки Жидогость, на північ від автомобільної дороги Шашково — Тутаєв. На протилежному лівому березі стоїть село Демидове.
Вище за течією знаходяться села Куликове (на протилежному березі), і Пауліно (на тому самому березі).
Нижче на протилежному березі село Петряєве, яке стоїть у гирлі безіменного правого припливу.
Селом Бурнаково керувала раніше родина Ушакових, у якій народився флотоводець Федір Федорович Ушаков.
Село Бурнакова зазначено на плані Генерального межування Романівського повіту 1790 року. Після об'єднання повітів в 1822 Бурнаково ставилося до Романово-Борисоглебського повіту.
Станом на 1 січня 2007 року в селі не значилося постійних жителів.
Поштове відділення Шашково обслуговує у селі Бурнакове 7 будинків.